# Беребениця
Беребениця — традиційний український народний музичний інструмент, ударний, шумового типу. Є частиною арсеналу народних інструментів, які використовувалися в сільському музичному побуті, під час свят, обрядів та ігор.

## Опис
Беребениця — це невелике барило із дерева, з обох боків обтягнуте шкірою тварини (зазвичай телячою або козячою). Всередину інструмента іноді насипають дрібні предмети — зерна, камінці, пісок або металеві кульки — для створення додаткового шуму.
Інструмент тримають у руках і грають по ньому паличками або долонею. Звук беребениці глухий, деренчливий, ритмічний, що робить її схожою на бубон чи трещітку.

## Використання
У традиційній музиці беребениця використовувалася:
- як ритмічний акомпанемент у народних ансамблях;
- під час календарно-обрядових свят (наприклад, Коляда, Маланка);
- у весільних дійствах та на вечорницях;
- як дитячий музичний інструмент або іграшка.

Сьогодні беребениця майже не використовується в побуті, але її іноді реконструюють і використовують фольклорні гурти, музеї та учасники етнографічних фестивалів.

## Схожі інструменти
- Бубон
- Тулумбас
- Решітка (музичний інструмент)
- Трещітка
- Коза (музичний інструмент)